# Lawrence Fonka Shang
Lawrence Fonka Shang, mort en 1992, est un homme politique camerounais qui fut Président de l'Assemblée nationale du Cameroun de 1988 à 1992. Il a succédé à Salomon Tandeng Muna et à Cavayé Yeguié Djibril. Il était camerounais anglophone.